# Melodyka ornamentalna
Zasugerowano, aby zintegrować ten artykuł z artykułem Melodyka. Nie opisano powodu propozycji integracji.
Melodyka ornamentalna – rodzaj melodyki, w której muzyka nasycona jest różnymi ozdobnikami, czyli ornamentami, np. takimi jak 
- przednutki
- ornamenty
- obiegniki
- tryle